# Callithrix emiliae
Mico emiliae là một loài động vật có vú trong họ Cebidae, bộ Linh trưởng. Loài này được Thomas mô tả năm 1920.